# Храм Феодора Стратилата в Фуне
Храм святого Феодора Стратилата в Фуне (укр. Храм святого Феодора Стратилата у Фуні, греч. Θεόδωρος ο Στρατηλάτης, Ай-Тодор, Άγιος Τόντορ) — средневековый православный храм в составе комплекса крепости Фуна (греч. Φουνα) княжества Феодоро (Крым). Возведён, предположительно, не ранее 1422 года. Перестраивался в 1459 году и после османского завоевания. Во время турецкого владычества являлся культовым сооружением для христиан Алуштинской долины вплоть до переселения последних в северное Приазовье в 1778 году.
В заброшенном виде храм сохранялся до конца XIX века. До разрушения был обследован А. Л. Бертье-Делагардом. Пострадал в ходе большого обвала Демерджи в 1894 году. После землетрясения 1927 года здание рухнуло. Сохранилась лишь кладка первого этажа и одна из стен второго этажа. В 1960—1990 годах исследовался в ходе археологических раскопок. Развалины храма были частично реставрированы и законсервированы. В настоящее время входит в экспозицию музея «Крепость Фуна».
В Российской Федерации, контролирующей спорную территорию Крыма, является  объектом культурного наследия федерального значения; на Украине, в пределах признанных большинством государств — членов ООН
 границ которой находится спорная территория, — памятником культурного наследия национального значения как составная часть археологического комплекса «Сторожевое укрепление Фуна»  Объект культурного наследия народов РФ федерального значения. Рег. № 911540359960006 (ЕГРОКН) Памятник культурного наследия Украины национального значения. Охр. № 010005-Н.

## История
Впервые крепость и приход Фуна упоминается в патриарших актах 1377—1379, 1384 и 1390 годов как предмет спора между Херсонским, Готским и Сугдейским митрополитами, а также в схожих по датам казначейских списках Каффы. В средневековье мимо укрепления пролегал торговый путь из Горзувита (Гурзуфа) и Алустона (Алушты) в степной Крым. После перехода под контроль Генуэзской республики крымского побережья от Кафы до Чембало и образования Газарии, княжество Феодоро построило ряд крепостей, располагавшихся выше в горах, напротив главных крепостей генуэзцев. Они контролировали и сдерживали продвижение противника вглубь Крымского полуострова, с другой стороны, являлись плацдармами для захвата прибрежных городов. Их возведение было вызвано борьбой между княжеством и генуэзцами за контроль над торговлей в регионе. Крепость Фуна в этой системе выполняла роль восточного пограничного форпоста, центра округа Кинсанус, которая не только противостояла генуэзской крепости Луста, но и контролировала важный караванный путь.

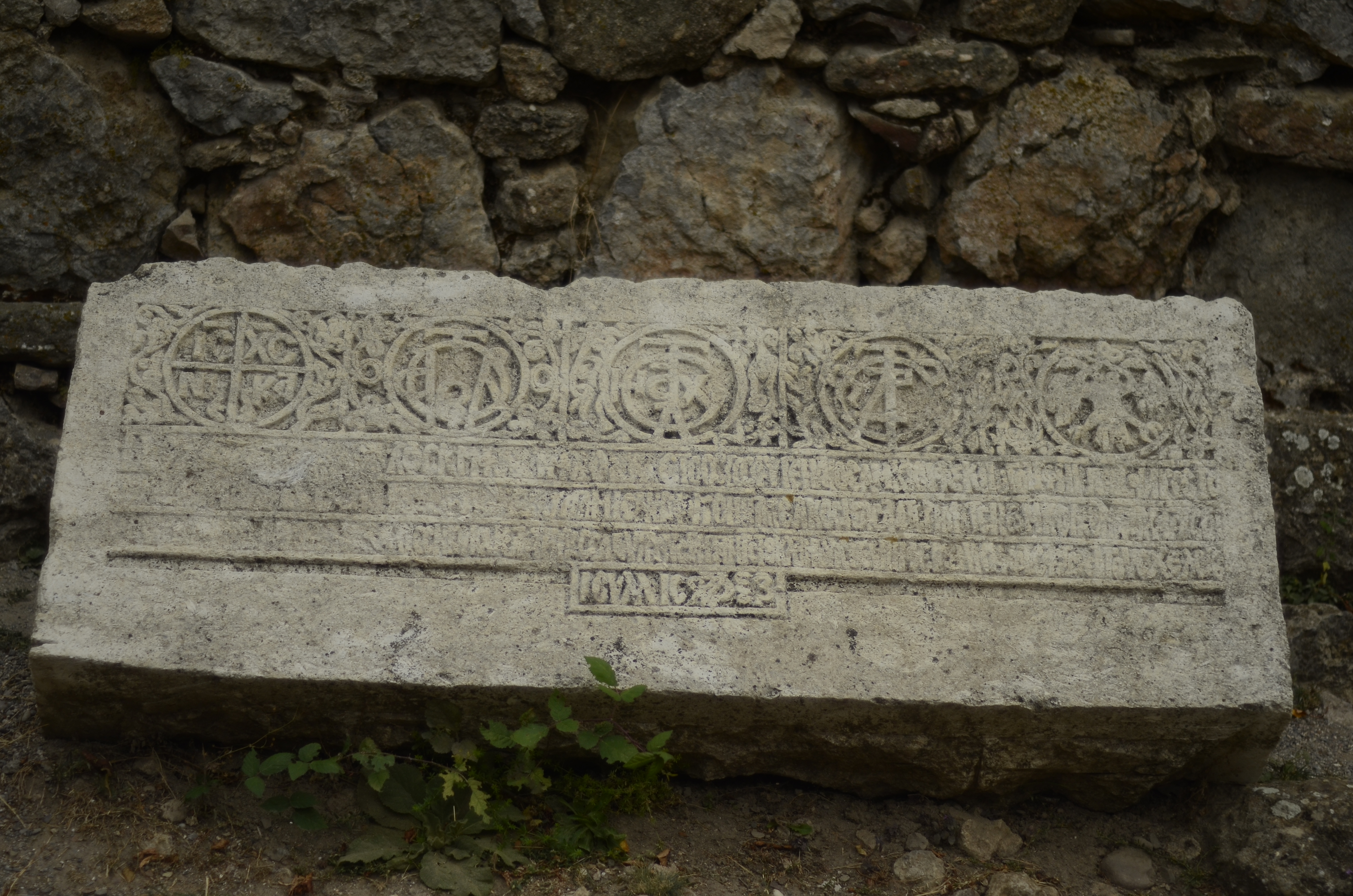
Закладная плита 1459 года (из раскопок 1982 года, реконструированная копия, оригинал фрагментирован на 3 части)

Согласно данным В. П. Кирилко, обобщившим ранние работы и проведшим комплексное архитектурно-археологическое исследование памятника, крепость была возведена не ранее 1422 и не позднее конца 1423 года, вероятней всего, весной-летом 1423 года. В октябре-ноябре 1423 года укрепление подверглось разрушению в результате землетрясения. Предположительно, в 1425 году Фуна была восстановлена, однако после пострадала от пожара, причины и дата которого неизвестны. Предать укрепление огню могли генуэзцы, в ходе войны 1434 года предпринявшие против феодоритов экспедицию во главе с Карло Ломеллини, либо османы, которые в 1447 и 1454 годах грабили побережье. В 1459 году крепостной ансамбль претерпел основательную перестройку и был превращён феодоритами в замок. Сохранилась однозначно датированная и богато украшенная закладная плита. Был возведён 15-метровый трёхъярусный донжон, внутренние размеры которого составляли примерно 6 на 10 метров при толщине стен 2,3 метра. Он был расположен в районе ворот, обеспечивал прикрытие вылазных калиток и прострел прилегающей площади цитадели. Гарнизон замка составлял примерно 30—40 воинов. В оборонительную структуру стен была встроена и двухэтажная одноапсидная церковь.

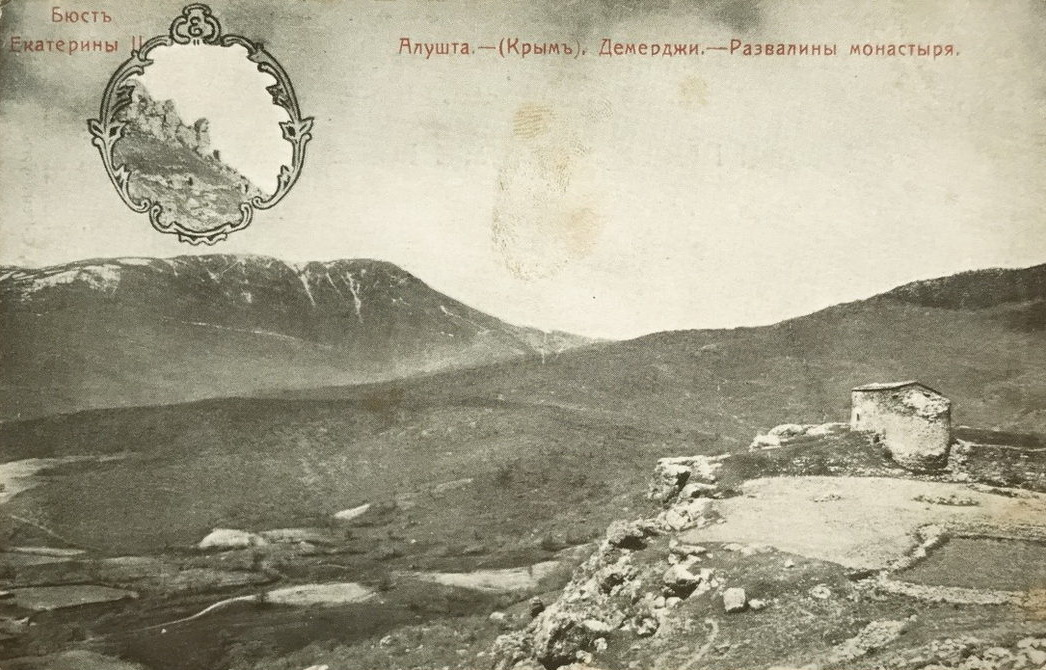
Вид на развалины крепости Фуна и храм Феодора Стратилата, почтовая карточка, конец XIX века

Это было главное, но не единственное культовое сооружение поселения Фуна. За пределами крепости археологами была обнаружена также маленькая кладбищенская часовня.
В 1475 году в результате захвата Крыма турками-османами крепость Фуна прекратила своё существование как фортификационное сооружение и пришла в упадок. Церковь Феодора Стратилата уцелела. Позднее она неоднократно перестраивалась и служила главным храмом для христиан Алуштинской долины.
В 1778 году после русско-турецкой войны, желая ослабить Крымское ханство, Российская империя инициировала переселение христианского населения Крыма в северное Приазовье. Приход и церковь в Демерджи (бывшей Фуне) опустели, однако даже в первой половине XIX века, после вхождения Крыма в состав Таврической губернии, здание находилось в удовлетворительном состоянии. Храм был описан П. И. Кёппеном. Примерно к этому же времени (1836) относятся письменные опросы старожилов Алушты, греков Мариупольского уезда, о наименовании храма и зафиксировано его посвящение святому Феодору Стратилату.
В 1842 году по указанию М. С. Воронцова в Алуште по проекту Г. И. Торичелли был построен и освящён новый храм Феодора Стратилата, причём он рассматривался как преемник исторического.
В 1889 году храм в Демерджи был обследован, измерен и сфотографирован А. Л. Бертье-Делагардом, который в 1918—1920 годах опубликовал несколько работ, имеющих научное значение до настоящего времени.
В результате обвала южной скальной стены Демерджи 1894 года и последующих обвалов селение переместилось на 1,5 км южнее. Храм тоже пострадал, но не рухнул. Значительный урон зданию нанесли землетрясения 1927 года. Стены строения обрушились, сохранился лишь первый этаж и одиночная боковая стена.

## Архитектура храма и её исследования

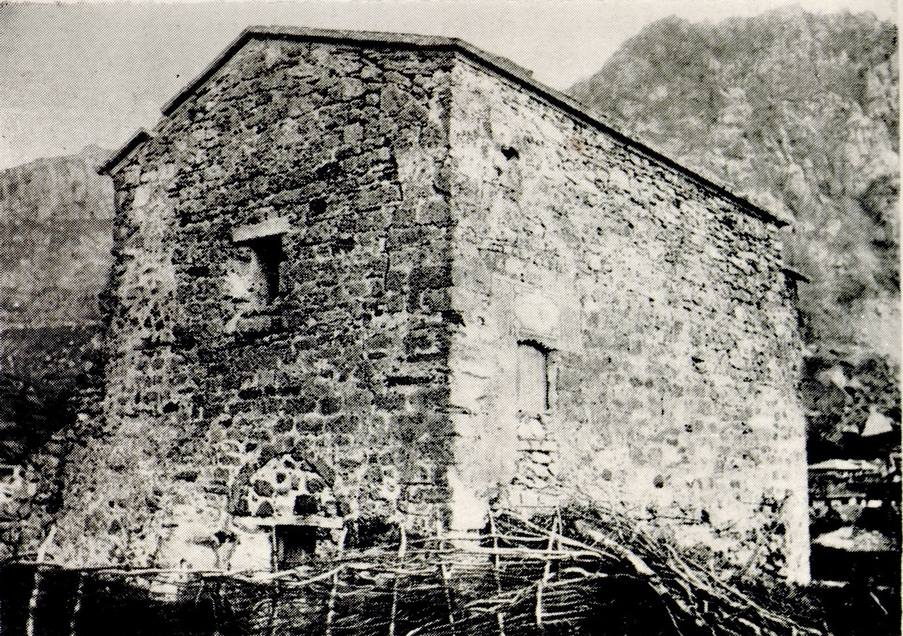
Храм Феодора Стратилата в крепости Фуна до разрушения. Фото А. Л. Бертье-Делагарда. 1889 год

Благодаря работам исследователей XVIII—XIX веков , а также раскопкам второй половины XX века, крепость Фуна и храм Феодора Стратилата описаны довольно детально.
Крепость Фуна была расположена западнее селения, на кромке гребня, в месте, удобном для обороны и контроля над дорогой. Размеры фортификационного сооружения составляли по оси север-юг 106 м, по оси запад-восток 57 м. С запада крепость была ограничена обрывистыми скалами, с остальных сторон её окружали мощные стены. Стены сохранились на высоту около 4,5 м. Толщина их на этом уровне достигает 1,85 м, у основания она значительно толще. На пятом метре крепостных стен находился нижний этаж алтарной апсиды двухэтажного храма Феодора Стратилата, включённого в систему фортификации. Использование церквей как части системы оборонительных сооружений характерно для средневековой эпохи. Храмы-бастионы, подобные храму Феодора Стратилата в Фуне, имеются во многих оборонительных комплексах Крыма — Эски-Кермене, Сюйрени, Мангупе и других.
Крепостная церковь Фуны была одноапсидной, с коробовым, то есть цилиндрическим, сводом и арками — стрельчатой и килевидной формы. Размеры — 15×10,4 м, храм приобрёл после перестройки после XV века. Ориентировано здание было в христианской традиции с запада на восток. Снаружи наличники окон церкви украшал резной орнамент в сельджукском стиле, характерный для Малой Азии в период позднего средневековья. Нижний этаж храма с утолщённой кладкой служил одним из опорных бастионов крепости. Для служб предназначался второй этаж. По бокам вдоль его стен располагались небольшие колонны, увенчанные капителями с резьбой в виде стилизованных листьев аканфа — популярный в поздней Византии вариант коринфского ордера. Зарисовку одной из них привёл А. Л. Бертье-Делагард. Подобная капитель, которую использовали, как строительный камень при перестройке церкви, была обнаружена при раскопках в 1966 году в кладке западной стены.
Храм имел два входа. Один в западной стене, с восьмиугольными колоннами по сторонам, с капителями, высотой 1,2 м и диаметром 0,46 м. Он вёл на первый этаж, в оборонительный каземат. Отсюда по внутренней лестнице можно было подняться на второй этаж, непосредственно в храм. Вторая дверь была расположена на уровне второго этажа в южной стене, близ юго-западного её угла. К ней снаружи храма была пристроена лестница. Наличник двери венчала большая каменная плита со сложным растительным орнаментом, варьирующим малоазийские декоративные мотивы. При раскопках первого этажа были обнаружены средневековая черепица, осколки гончарной и поливной посуды. Доля посуды тут оказалась меньше по сравнению с собранной на поселении. Это косвенно указывает на то, что в каземате постоянно не жили. В храме же использовалась более дорогая, парадная посуда.

Архитектурные обмеры А. Л. Бертье-Делагарда 1889 года и стадии разрушения храма Фуны
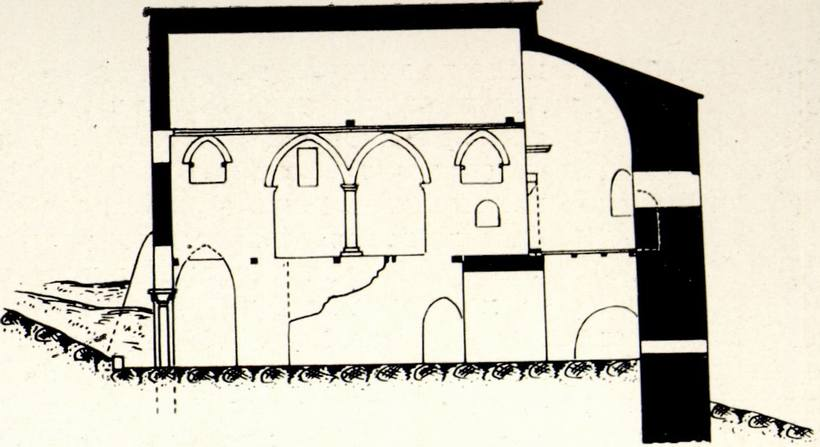
Продольный разрез храма Фуны (вид на северную сторону)
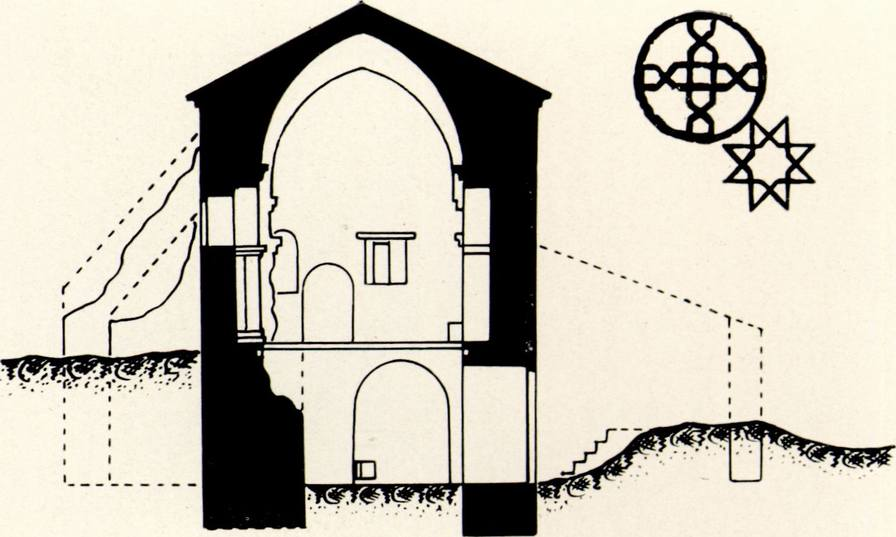
Поперечный разрез храма Фуны (вид на алтарь)
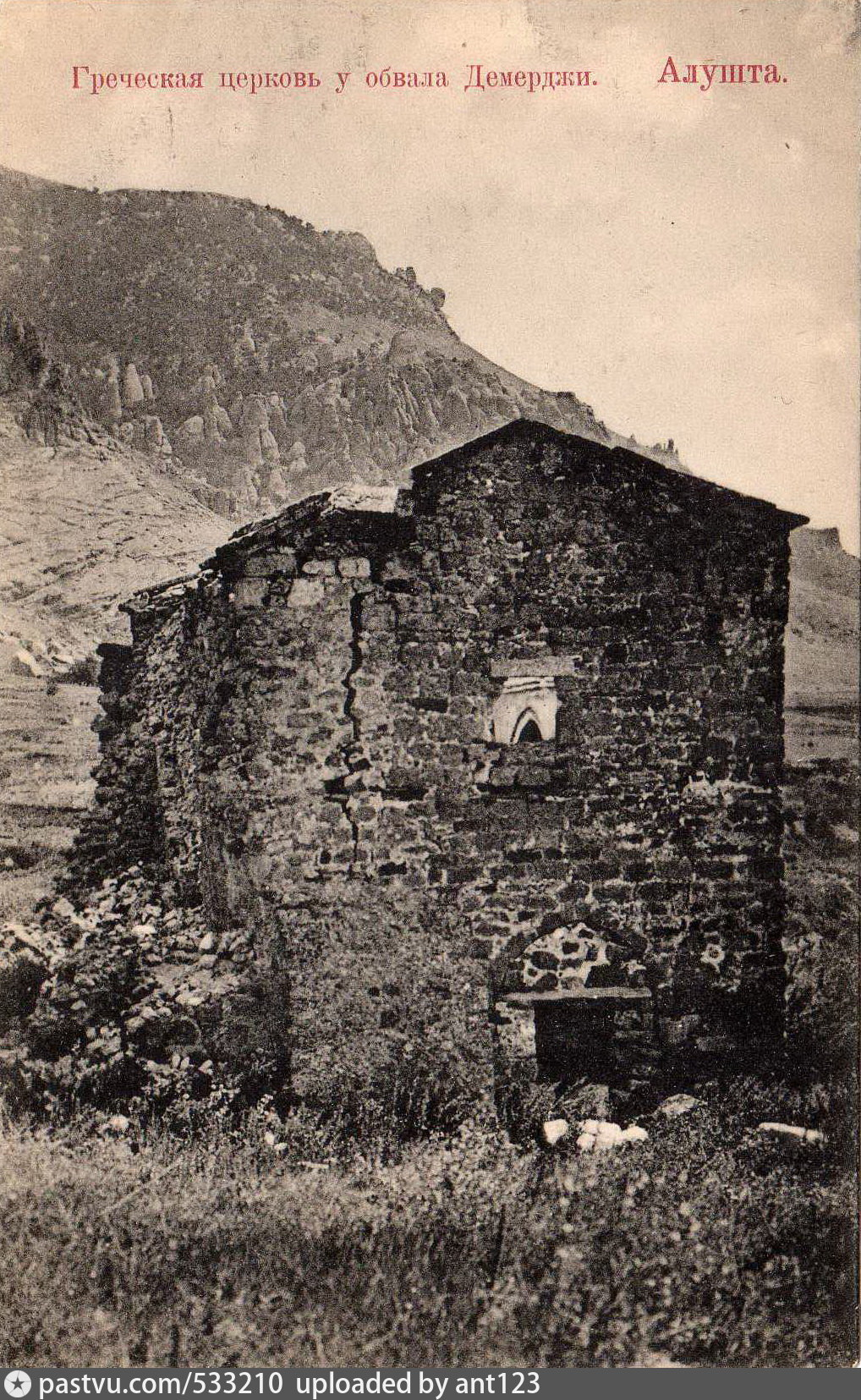
Повреждения храма в Фуне после обвала Демерджи 1894 года, почтовая карточка 1900-х годов. Северная стена отходит от здания, что грозит обрушением арочных сводов
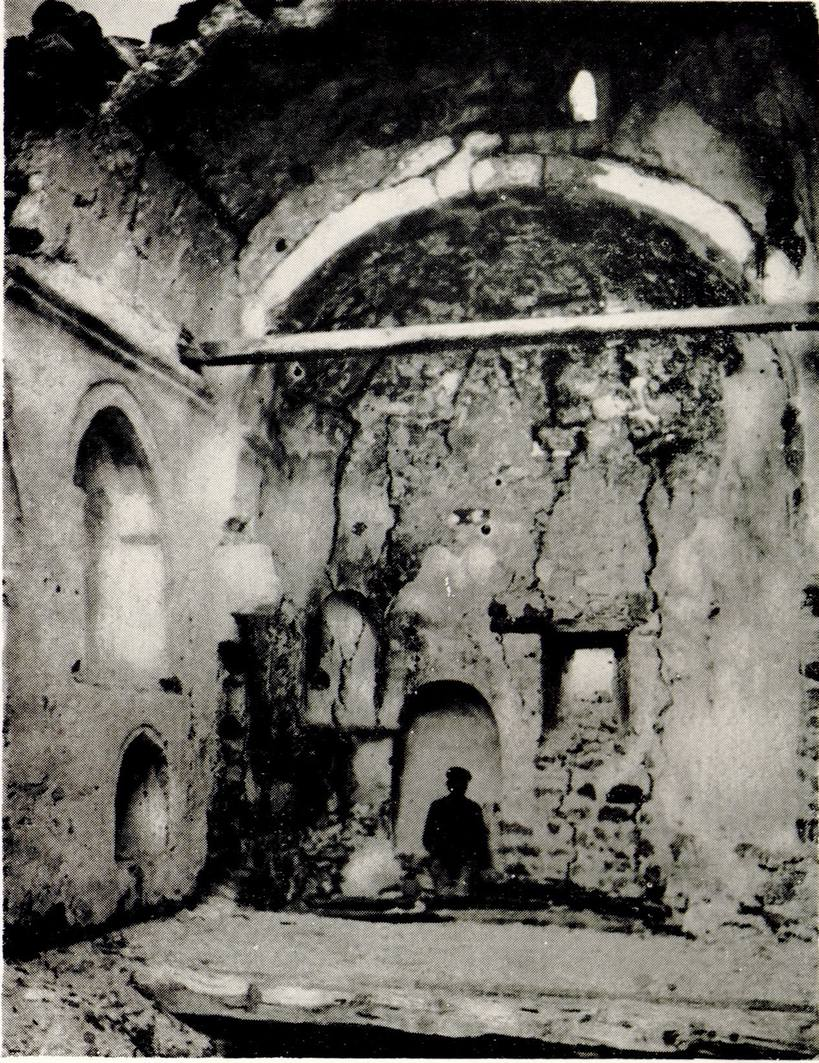
Интерьер полуразрушенного храма Фуны. Фото П. А. Двойченко, 1911 год. Арочный свод частично рухнул вместе с перекрытиями второго этажа

В ходе раскопок в западной части храма было установлено, что церковь перестраивалась после XV века. При этом южная и северная стены храма были укорочены, а западная, которую пришлось в связи с этим перекладывать заново, утолщена. Северная стена была укреплена тремя контрфорсами, а к южной добавлена пристройка. Сохранившаяся высота алтарной апсиды достигает 5 м. Толщина стены у верхнего края апсиды равна 2,25 м и на 0,4 м больше, чем у самого основания оборонительных стен. При перестройке стена апсиды была расширена к основанию, и крепостная церковь стала одним из самых мощных участков обороны укрепления. У входа в храм и вдоль всей западной стены была обнаружена отмостка из крупного камня. Её сооружение предположительно связано с тем, что во время больших праздников храм не мог вместить всех верующих и часть их оставалась снаружи. Для условий византийской провинции и её приёмника княжества Феодоро, по сути захолустья, храм мог считаться большим и богато украшенным.

## Современное состояние храма. Музеефикация
Памятник археологии и архитектуры «Укрепление Фуна» находится в 2 км к северу от села Лучистого у западного подножья горы Южная Демерджи. Наибольшая протяжённость крепости с севера на юг 106 м; с запада на восток — 56 м. Охраняемая площадь укрепления — 0,52 га.
В начале 2000-х годов охраной памятника и экскурсионной деятельностью занималось муниципальное предприятие «Демерджи». С октября 2015 года Археологический комплекс «Сторожевое укрепление Фуна» является объектом культурного наследия федерального значения. В настоящее время входит в экспозицию Музея под открытым небом «Крепость Фуна» муниципального автономного учреждения «Историко-археологический музей под открытым небом „Большая Алушта“». Объект открыт для платных экскурсий. Время посещения в зимний сезон с 9.00 до 17.00, в летний сезон с 8.00 до 20.00.